# Monroe (Ohio)
Monroe is een plaats (city) in de Amerikaanse staat Ohio, en valt bestuurlijk gezien onder Butler County en Warren County.

## Demografie
Bij de volkstelling in 2000 werd het aantal inwoners vastgesteld op 7133.
In 2006 is het aantal inwoners door het United States Census Bureau geschat op 11.226, een stijging van 4093 (57.4%).

## Geografie
Volgens het United States Census Bureau beslaat de plaats een oppervlakte van
40,3 km², waarvan 40,2 km² land en 0,1 km² water. Monroe ligt op ongeveer 256 m boven zeeniveau.

## Plaatsen in de nabije omgeving
De onderstaande figuur toont nabijgelegen plaatsen in een straal van 12 km rond Monroe.